# Maria Teresa de Gelcen i Nusbaum
Maria Teresa de Gelcen i Nusbaum (Prada del Conflent, 1875 - Barcelona, 20 de febrer de 1951) va ser una activista cultural catalana, fundadora de l'Orfeó Hostalriquenc.
Era filla d'Agustí de Gelcen de Bonnefoy i de Teresa Nusbaum Palol (+1930).
Ella va ser una dona apassionada de l'art i de la música. L'any 1917 va fundar l'Orfeó Hostalriquenc, una entitat mixta de 60 cantaires que va tenir un impacte significatiu en el renaixement cultural del municipi. A través de l'Orfeó Maria Teresa de Gelcen va motivar la participació femenina a la vida cultural del poble. Gelcen a més era l'esposa de l'advocat i empresari Alfons Llensa i Plademunt, fundador de la fàbrica de taps de suro Manufactura de Tapones Alfonso Llensa.
El 21 de setembre de 2023 es va inaugurar a Hostalric la plaça M. Teresa de Gelcen, en un espai davant de l'edifici on hi havia hagut la fàbrica de taps d'Alfons Llensa, que ara està destinat a usos municipals i activitats cíviques.